# Бабкін Анатолій Федорович
Бабкін Анатолій Федорович (нар. 25 лютого 1937, Мелітополь, Запорізька область) — ветеринарний лікар, мікробіолог. Брат Валерія Бабкіна. Доктор ветеринарних наук (1999).
У 1959 році закінчив Харківський ветеринарний інститут. Упродовж трьох років після закінчення навчання працював ветеринаром. З 1961 року працює в Інституті експериментальної і клінічної ветеринарної медицини УААН. З 1980 — завідує лабораторією вивчення хвороб рогатої худоби.
Основні напрями наукових досліджень
- удосконалення типування польових штамів вірусу ящура;
- діагностика інфекційної анемії коней;
- етіологія й методи діагностики лейкозу великої рогатої худоби;
- епізоотологічний моніторинг та диференційна діагностика бруцельозу тварин в Україні;
- забезпечення виробництва діагностичних засобів інфекційного епідидиміту баранів;
- епізоотологія та вдосконалення діагностики хламідіозу та ієрсиніозу тварин.

## Вибрані праці
- Вакцинопрофилактика в системе мер борьбы с бруцеллезом // Ветеринария. 1983. № 5 (у співавторстві);
- Бруцеллез сельскохозяйственных животных. К., 1991 (у співавторстві);
- Імуноферментна тест-система у порівняльному аналізі з іншими діагностичними методами виявлення бруцельозу у великої рогатої худоби // Ветеринарна біотехнологія. К., 2002.